# Буковская, Тамара Симоновна
Тама́ра Симоновна Буковская (настоящая фамилия Козлова, в замужестве Мишина; род. 6.3.1947) — русская поэтесса, редактор, филолог. Псевдонимы: Алла Дин, Тамара Буковская.
Окончила филологический факультет Ленинградского государственного университета. Научный сотрудник Музея-квартиры А. С. Пушкина на Мойке.
В 1960—70-е годы участвовала в различных самиздатских проектах, примыкала к поэтическому кругу Виктора Кривулина и так называемых «поэтов Малой Садовой». Публиковалась в неофициальных журналах «Часы», «Обводный канал», «Северная почта», «37», «Транспонанс» и других, затем также в зарубежных русских периодических изданиях. С начала 1990-х гг. публикуется в России, в том числе в журналах «Новый мир», «Нева», «Звезда», «Аврора», антологиях «Поздние Петербуржцы», «Самиздат века», «Стихи в Петербурге. 21 век» и др. Член Союза писателей Санкт-Петербурга. Выпустила начиная с 1991 года девять книг стихов.
В 2000-е годы выступала соредактором поэтического журнала «АКТ. Литературный самиздат». Вместе с мужем, поэтом и художником Валерием Мишиным, составила несколько поэтических антологий.

## Награды и премии
- Лауреат премии журнала «Дети Ра» (2004)